# Erwin Fleig
Erwin Fleig (6 de Dezembro de 1912 – 1 de Março de 1986) foi um piloto alemão da Luftwaffe durante a Segunda Guerra Mundial. Voou em 506 missões de combate, nas quais abateu 66 aeronaves inimigas, o que fez dele um ás da aviação.